# SN 2001br
SN 2001br – supernowa typu Ia odkryta 13 maja 2001 roku w galaktyce UGC 11260. W momencie odkrycia miała maksymalną jasność 16,60m.